# Berlin 1885, la ruée sur l'Afrique
Berlin 1885, la ruée sur l’Afrique est un documentaire-fiction français réalisé par Joël Calmettes, sorti en 2011 sur la conférence de Berlin ; il est également appelé Le Partage de l’Afrique et en anglais Scramble for Africa (Ruée vers l'Afrique).

## Synopsis
À la fin du XIXe siècle, les grandes puissances se réunissent à Berlin pour se partager le continent africain. Belges, Américains, Français, Allemands et bien d'autres sont attirés par les vastes territoires décrits par Henry Morton Stanley. Plutôt que de se livrer entre elles de coûteuses guerres coloniales, mieux vaut se répartir le continent. Bien entendu, aucun Africain n’est présent à Berlin ! 
Sur la base d’archives inédites de la conférence de Berlin qu’il a retrouvées, Joël Calmettes a reconstitué les débats et interrogé les meilleurs historiens pour comprendre comment ces quatre mois de vives discussions ont forgé le destin de centaines de millions d'africains. Le roi des Belges, Léopold II noyaute la conférence de Berlin et parvient à se faire attribuer le Congo où bientôt des millions d’Africains mourront, victimes de l’exploitation du caoutchouc et des nombreuses maladies importées par les colons.

## Fiche technique
- Réalisateur et auteur : Joël Calmettes
- Chef monteuse : Stéphanie Mahet
- Assistante Réaliseur: Delphine Bonnemason
- Directeur de la photographie : Sabine Lancelin
- Musique originale : Philippe Miller
- Voix-off : Florence Pernel

## Distribution

### Acteurs
- Jacques Spiesser : le chancelier Bismarck
- Pierre-Loup Rajot : le Baron de Courcel
- Carlos Brandt : le Comte de Hatzfeldt
- Pierre Banderet : Sir Malet
- Fabrice Michel : docteur Ballay
- Nicolas Pignon : Kusserov
- Jean-Marie Lecoq : comte de Lambermont
- Peter Hudson : Kasson
- Hervé Dubourjal : Sandford
- Laurent Manzonu Manzoni : de Launay
- Rodolfo de Souza : Penafiel
- Serge Feuillard : Benomar
- Geoffroy Boutan : Van der Hoeven
- Robbie Nock : Stanley
- Jean-Claude Frissung : Woerman
- Pierre Aussedat : colonel Strauh
- Christophe Lemaître : un archiviste
- Philippe Landoulsi : un huissier
- Philippe Briouse : Van der Straten
- Benoît Gourley : Anderson
- Bernard Chabin : Saïd Pacha
- Jean-Pierre Dauphin : Kapnist

### Historiens
- Achille Mbembe
- Dane Kennedy
- Helmut Bley
- Ginette Kurgan-Van Hentenryk
- Godfrey N. Uzoigwe
- Andreas Eckaert
- Carole Reynaud-Paligot
- James Newman
- Jean-Luc Vellut
- Isidore Ndaywel è Nziem

## Édition DVD
Berlin 1885, la ruée sur l’Afrique, éditeur Arte Éditions, mars 2011.
- Durée totale du DVD : 2 h 10 min
- Durée du film : 84 min
- Audio : français, allemand
- Sous-titres : français, anglais, allemands, sourds et malentendants (logo SME)

- Compléments de programme :

Des interviews inédites (50 min)
Gilles Boëtsch (CNRS)
Mathilde Leduc-Grimaldi (Musée royal de l'Afrique centrale, Tervuren)
Isidore Ndaywel (Université de Kinshasa)
Jean-Luc Vellut (Université Catholique de Louvain)

## Production et diffusion
Ce docu-fiction est une coproduction française : Les Films d'Ici, LOOKSooks Ffilm, Les Films de la Passerelle, Chiloé Productions, RTBF Télévision belge, RBB, ARTE France ; avec la participation de la RTS Radio Télévision Suisse, TV5 Monde et en association avec CFI, TSR Télévision Suisse, Yle Teema.
La version du film (90 minutes) est diffusée pour la première fois sur Arte le 23 février 2011 en première partie de soirée. Le film est qualifié de « docu-fiction rigoureux » dans Télérama, à l'occasion de cette diffusion.